# Misumena alpha
Misumena alpha là một loài nhện trong họ Thomisidae.
Loài này thuộc chi Misumena. Misumena alpha được Pater Chrysanthus miêu tả năm 1964.